# Mycalesis perseus
Mycalesis perseus is een vlinder uit de onderfamilie Satyrinae, de zandoogjes en erebia's. De spanwijdte bedraagt ongeveer 40 millimeter.
De vlinder komt voor in het Oriëntaals en Australaziatisch gebied. De rupsen die in hun eerste levenstadia groen met lichte strepen zijn en later bruin worden, voeden zich met verschillende planten uit de grassenfamilie. Voorbeelden zijn Heteropogon triticeus, Dichanthium sericeum en Themeda triandra.